# Fouquieria diguetii
Fouquieria diguetii är en tvåhjärtbladig växtart som beskrevs av Ivan Murray Johnston. Fouquieria diguetii ingår i släktet Fouquieria och familjen Fouquieriaceae. Inga underarter finns listade i Catalogue of Life.

## Bildgalleri

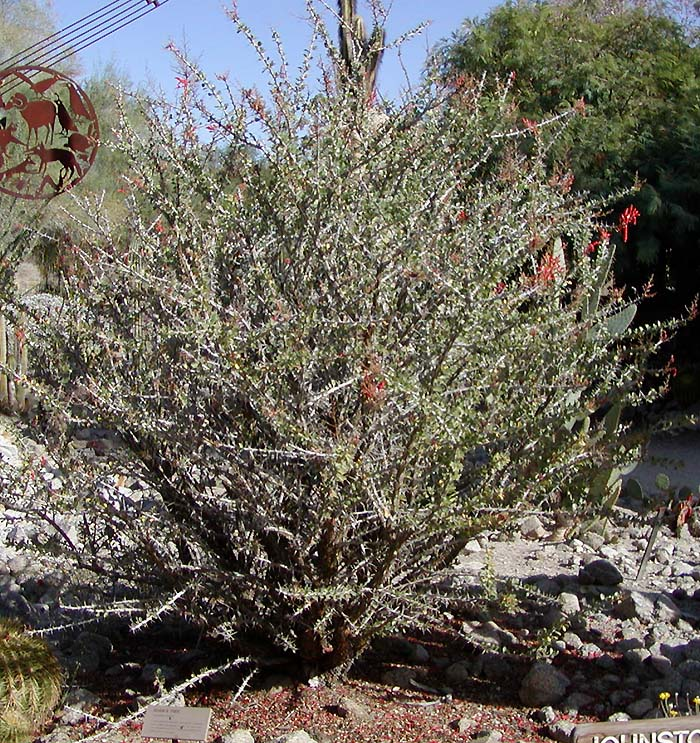
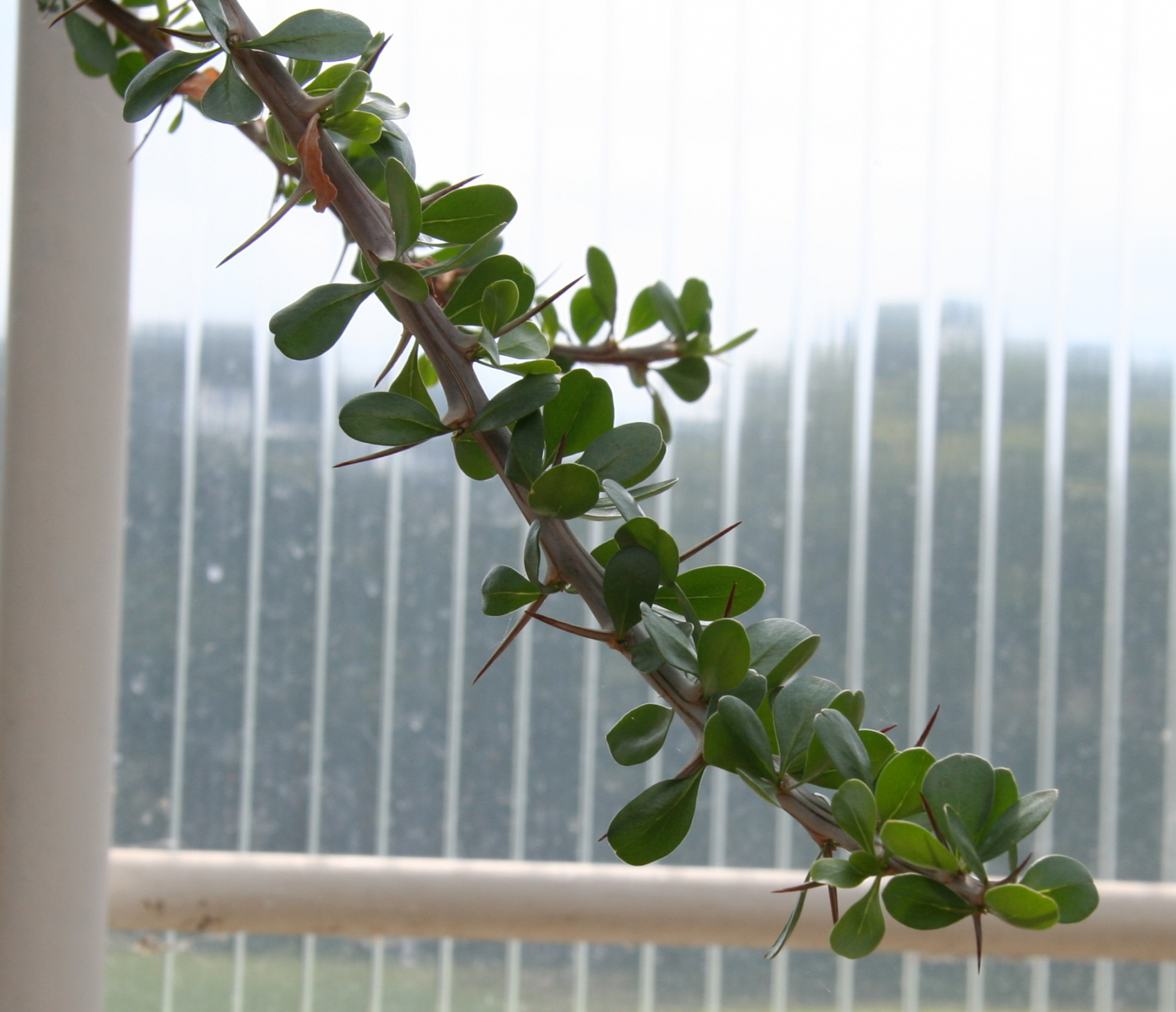
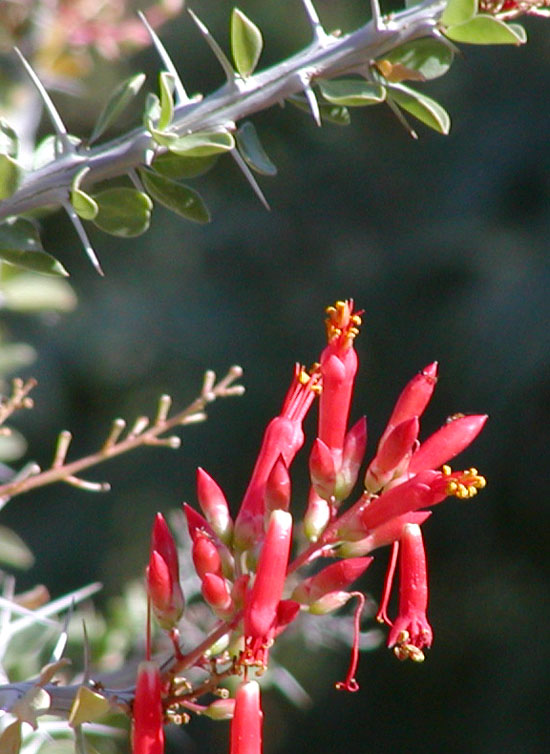
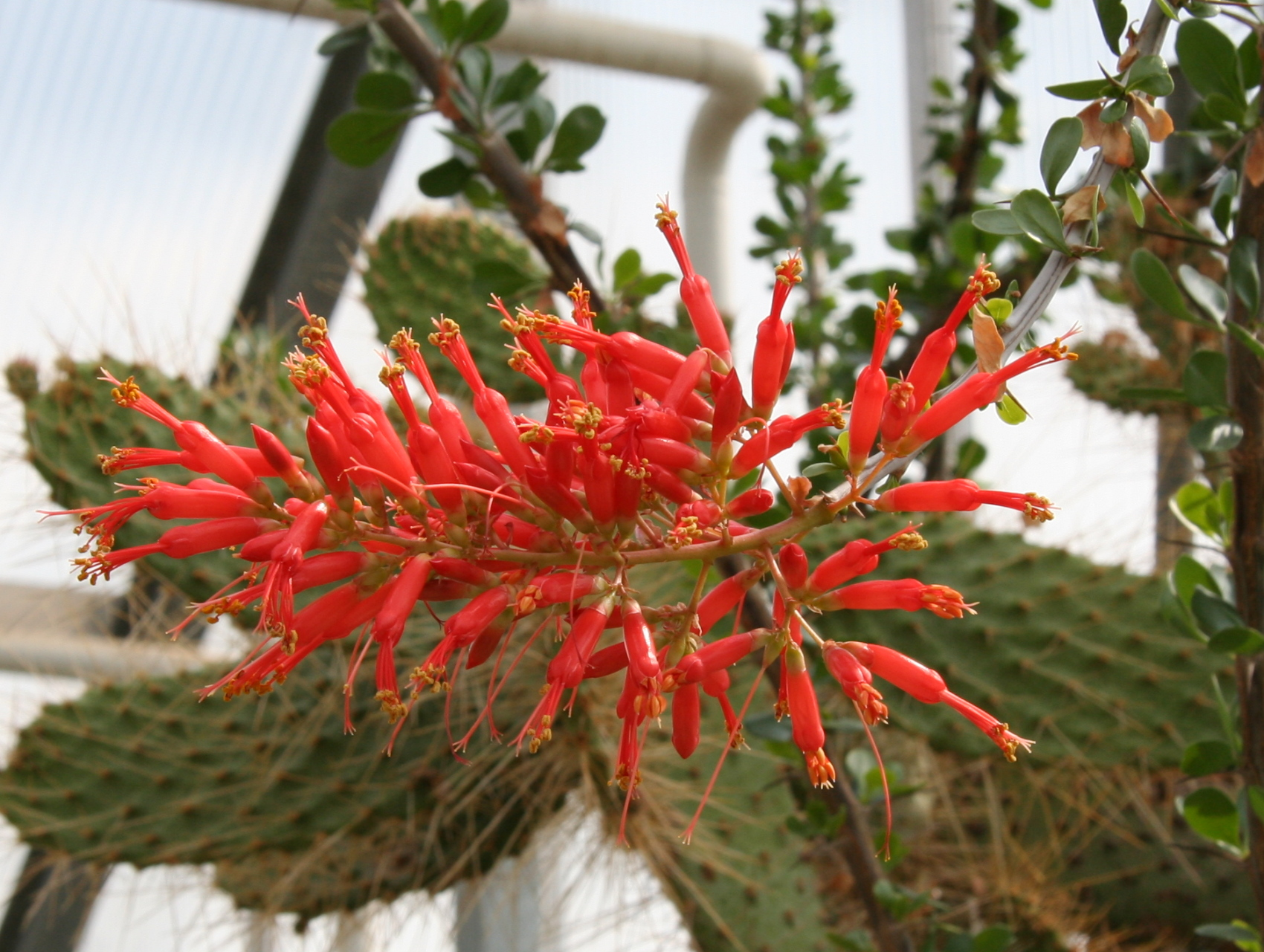
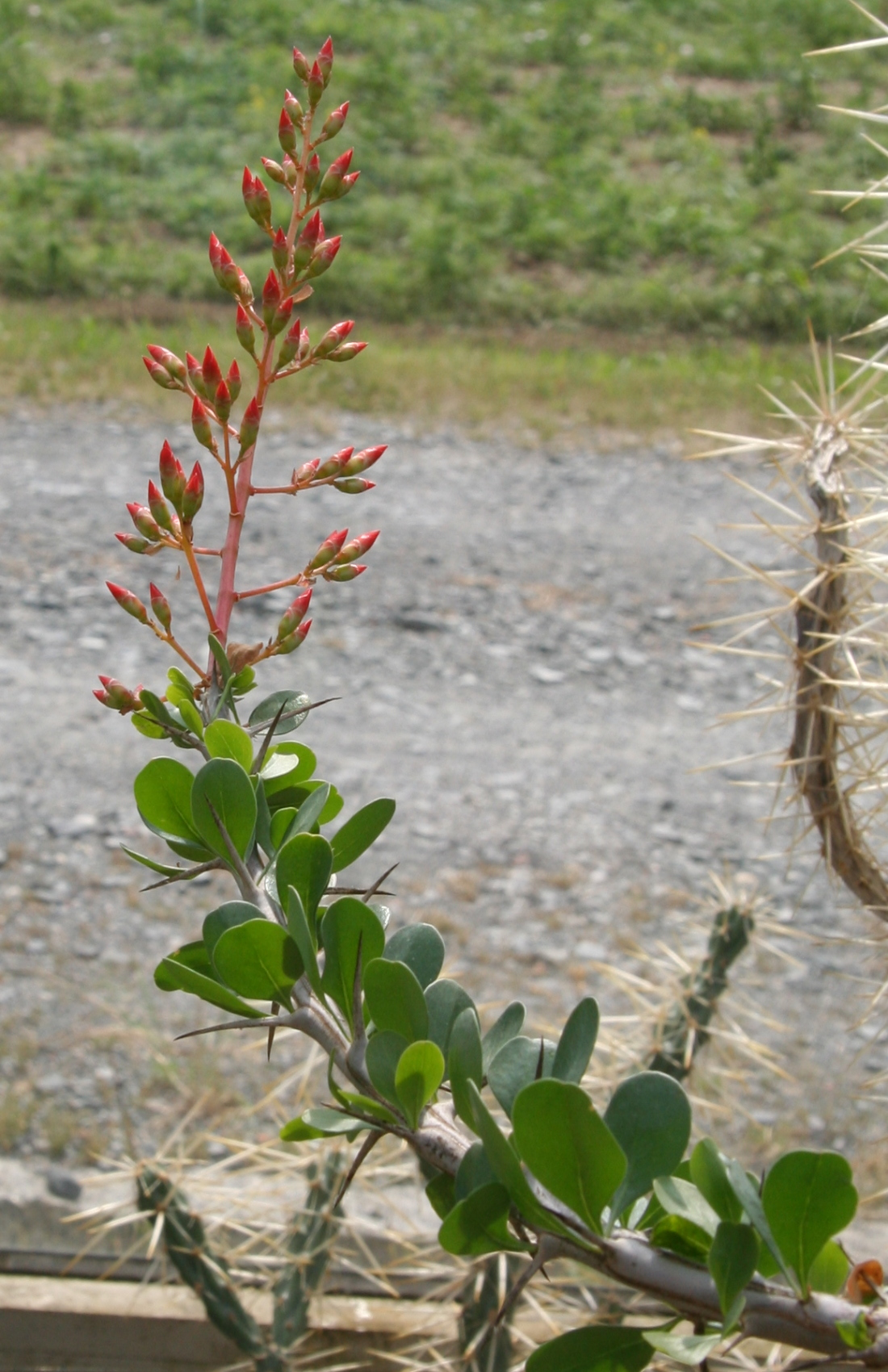
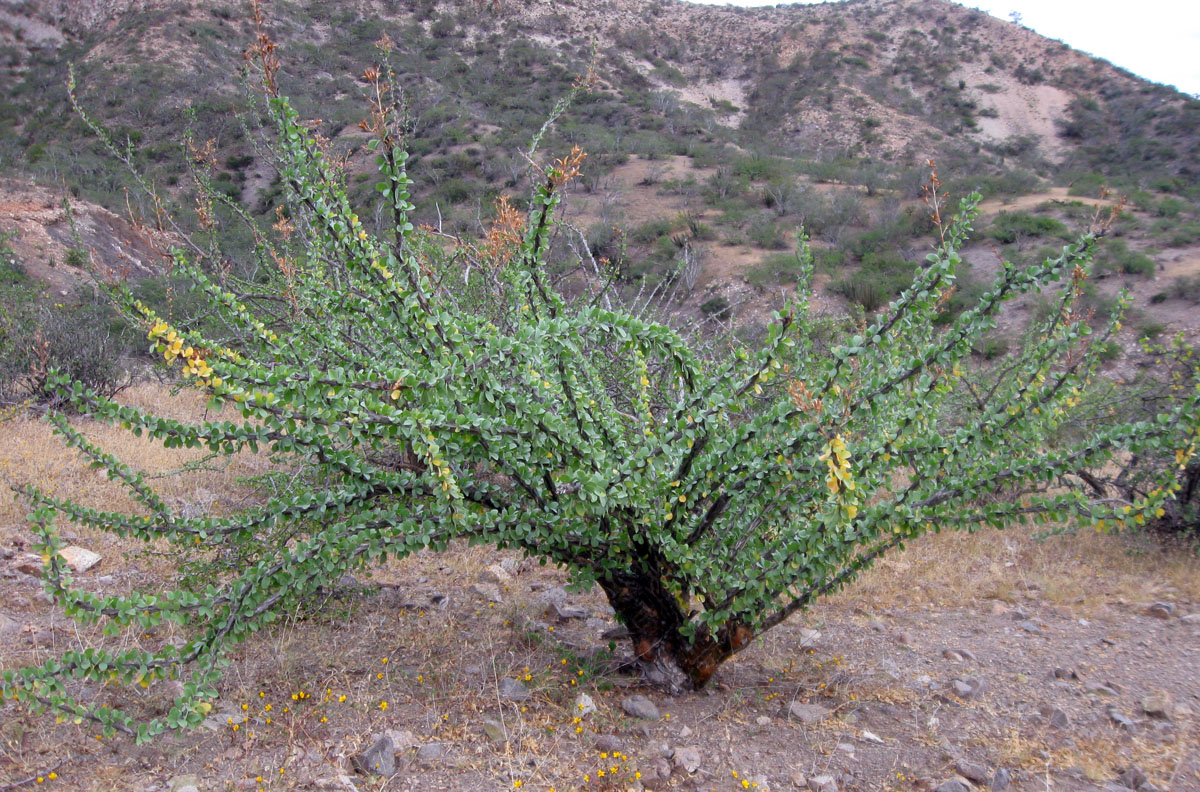